# Brouwerij Wielemans-Ceuppens

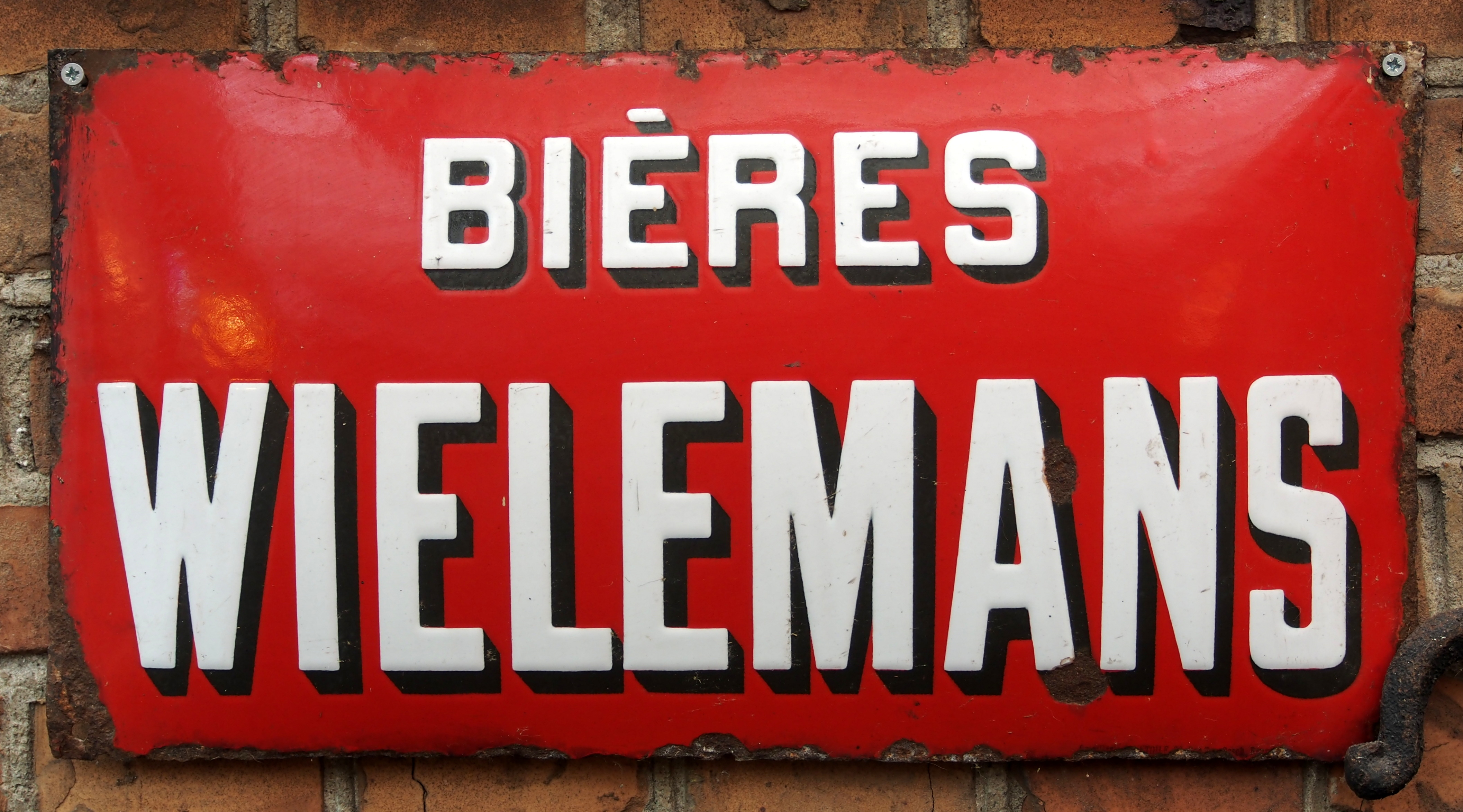
Reklame

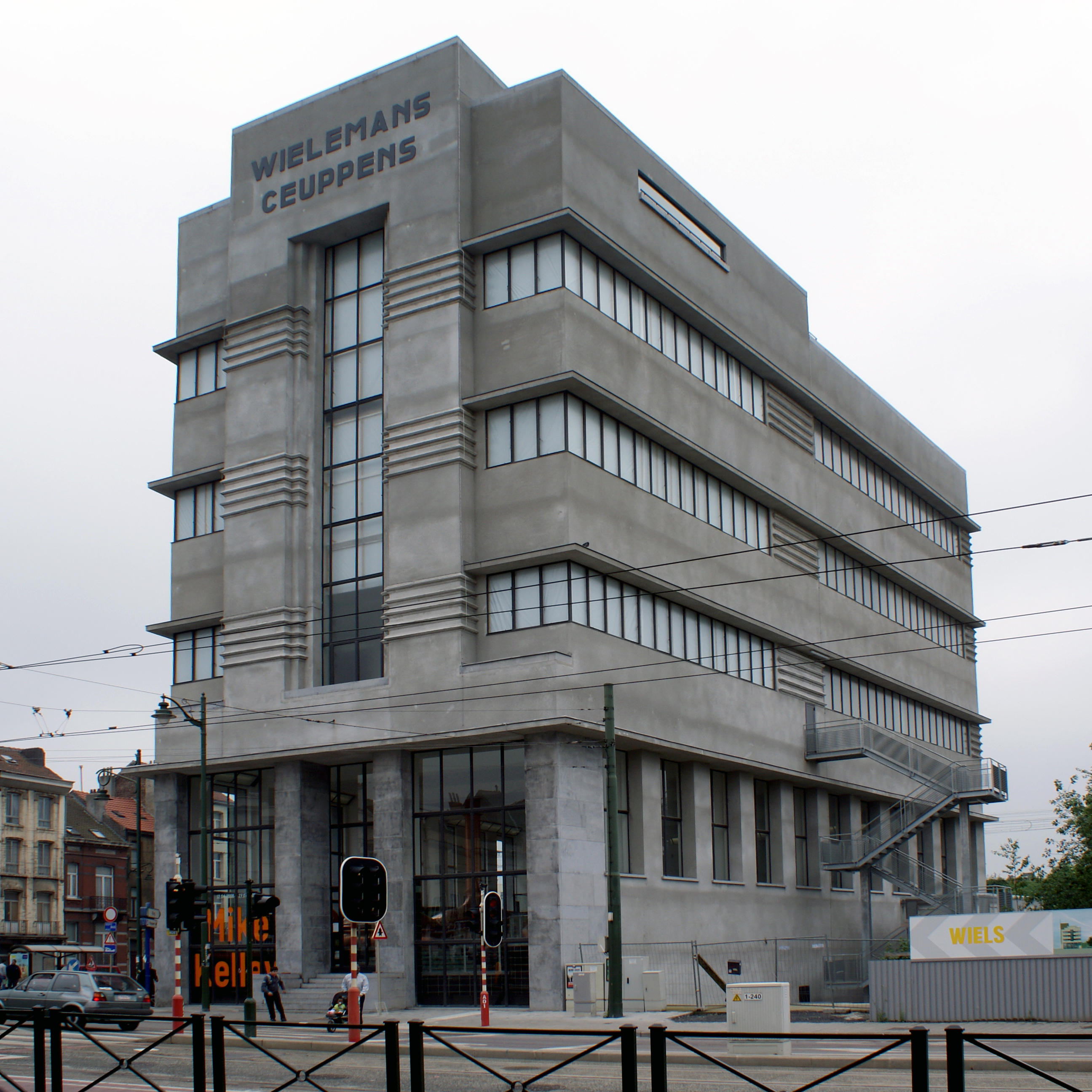
Wielsgebouw, Brussel

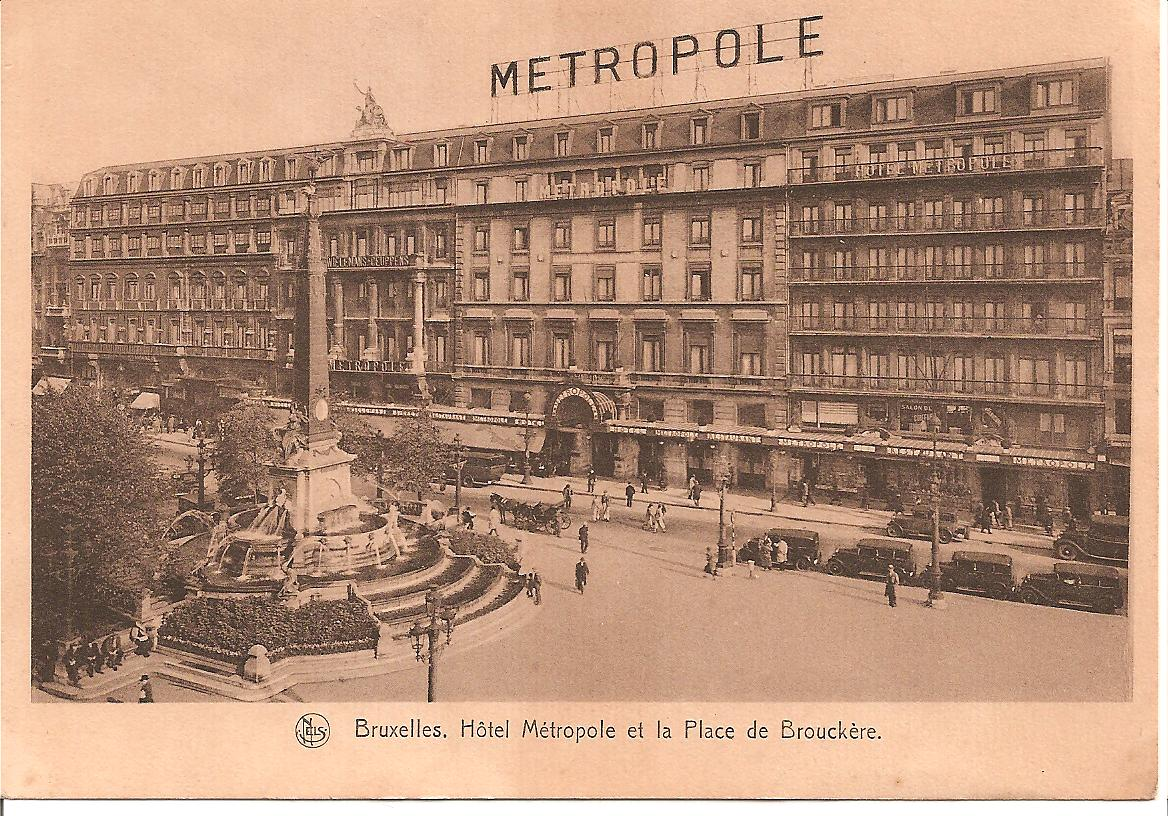
Hotel Métropole rond 1920, Brussel

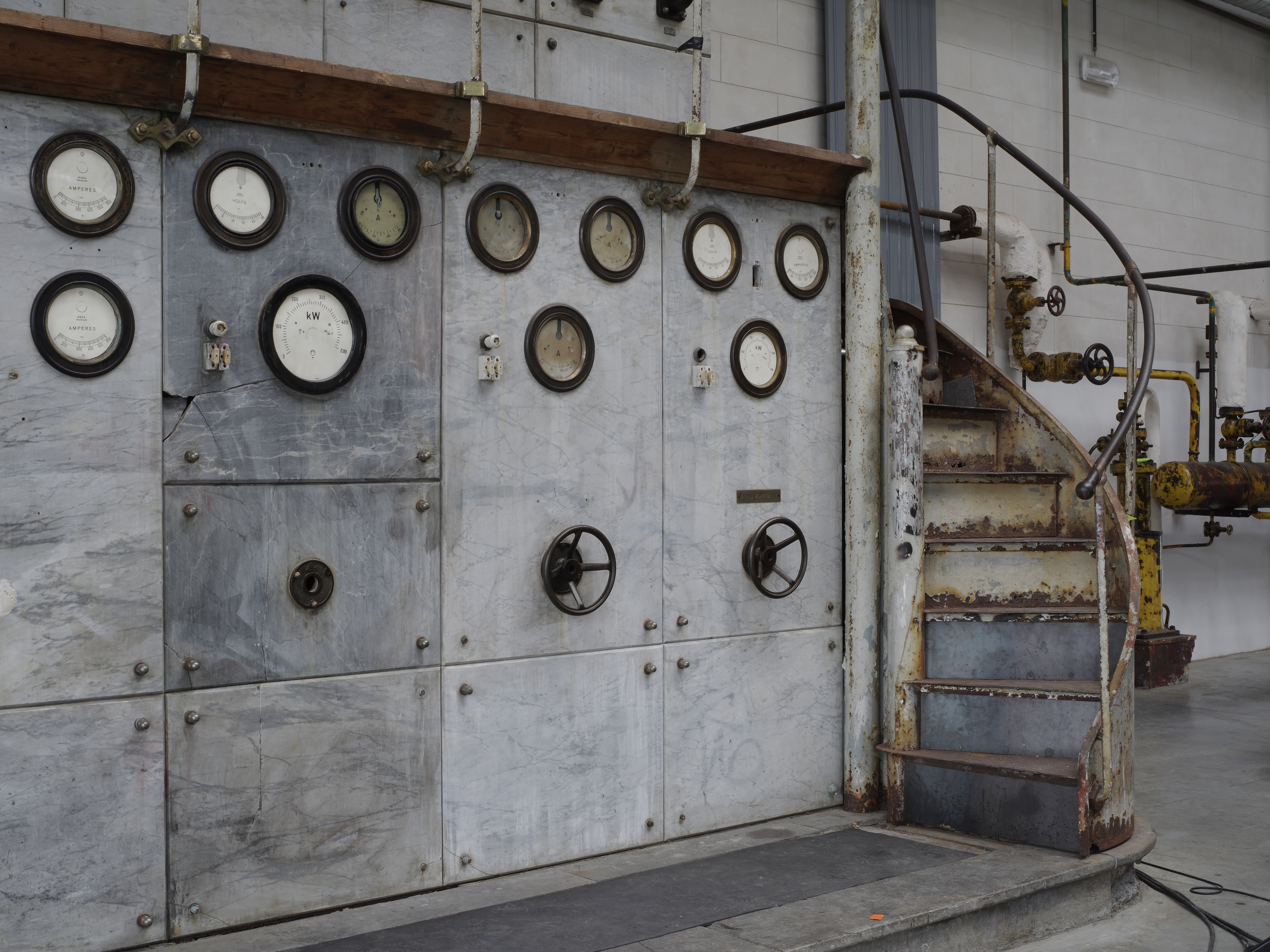
Machinezaal van de voormalige brouwerij Wielemans-Ceuppens in 2017

Brouwerij Wielemans-Ceuppens was van 1883 tot 1988 een Brusselse bierbrouwerij. Het voormalige hoofdgebouw wordt sinds 2007 gebruikt door het kunstencentrum WIELS.

## Geschiedenis
Lambert Wielemans trouwde in 1838 met brouwersdochter Ida Ceuppens. Het stel dreef een bakkerij, maar richtten zich vanaf 1862 op de bierhandel. In 1863 overleed Wielemans, waarna zijn weduwe het bedrijf voortzette. In 1868 huurde ze brouwerij 'Riche-Soyez' in de Nieuwlandstraat te Brussel en begon met het brouwen van bier. Haar zoons Edouard, Félix en Prosper gingen ook in de brouwerij werken. Edouard had gestudeerd aan de brouwerijschool van Leuven. In 1875 werd het bedrijf een vennootschap onder firma, met Ida en haar zonen als deelnemers. De onderneming kreeg de naam Brouwerij Wielemans-Ceuppens.
In 1879 kocht de familie een terrein in Vorst. Daar werd een nieuwe brouwerij gebouwd die vanaf 1883 'Brasserie Wielemans-Ceuppens' werd genoemd, hoewel de weduwe Wielemans tot al was overleden. In de nieuwe fabriek werd een nieuw, lichtblond bier gebrouwen: Bavière Wielemans. De productie ervan liep op tot 25.000 hectoliter per jaar, er was zodoende sprake van een florerende brouwerij. In 1889 werd een nieuwe mouterij gebouwd.
Prosper Wielemans begon in 1889 op het De Brouckèreplein 'Café Métropole', hij verkocht daar het bier uit de familiebrouwerij. Toen het gebouw van de aanpalende spaarbank vrijkwam besloot Prosper er een hotel te vestigen Hotel Métropole, ontworpen door Alban Chambon.
In 1922 werd de brouwerij omgevormd van vof tot naamloze vennootschap.

### Wielemanstoren
In 1930 kwam voor de brouwerij een nieuw gebouw gereed. Het modernistische ontwerp van Adrien Blomme voorzag in de toentertijd grootste brouwzaal van Europa. Deze 'Wielemanstoren' werd officieel in gebruik genomen toen de brouwerij vierde dat zij vijftig jaar gevestigd was te Vorst. De burgemeester van Vorst, Léon Wielemans, feliciteerde zijn vader Prosper bij die gelegenheid.
Tijdens de Tweede Wereldoorlog was het een tijdlang vrijwel onmogelijk bier te produceren. Eind 1945 werden de brouwactiviteiten weer opgestart.

### Sponsoring
Vanwege de publiciteit die dit met zich meebracht was het de brouwerij van Wielenmansbier van 1962 tot en met 1966 cosponsor van de Belgische wielerploeg Groene Leeuw. De ploeg behaalde overwinningen zoals Gilbert Desmet die in 1964 de klassieker de Waalse Pijl won, of eindwinst in de Ronde van Zwitserland met Hans Junkermann, de Ronde van Valencia met Fernando Manzaneque, tweemaal de Tour du Nord met André Messelis in 1962 en Willy Van den Eynde in 1965 en tweemaal de Vierdaagse van Duinkerke met Gilbert Desmet in 1964 en Gustaaf De Smet het jaar daarop. De ploeg behaalde in die periode ook zes ritwinsten in de Ronde van Frankrijk.

### Overname en sluiting
In 1975 overleed Léon Wielemans, en in 1978 werd de brouwerij overgenomen door Artois. Er werd in 1981 nog wel een nieuwe brouwzaal opgeleverd, maar door tegenvallende opbrengsten werd in 1988 het laatste Wielemansbier gebrouwen. De productie werd hierna verplaatst naar Leuven en de personeelsleden gingen aan de slag bij Brouwerij Piedboeuf in Anderlecht.
In 2002 werden de vervallen gebouwen onteigend door het Brussels Hoofdstedelijk Gewest. Na een renovatie die begon in 2005 werd in 2007 in de oude brouwerij het Centrum voor hedendaagse kunst geopend.